# 旧吕费克
旧吕费克（法語：Vieux-Ruffec，法語發音：[vjø ʁyfɛk]）是法国夏朗德省的一个市镇，属于孔福朗区。

## 地理
旧吕费克（46°0'34"N, 0°23'17"E）面积12.75 平方千米，位于法国新阿基坦大区夏朗德省，该省份为法国西部内陆省份，北起德塞夫勒省和维埃纳省，东临上维埃纳省，东南至多尔多涅省，南至多爾多涅省，西接滨海夏朗德省。
与旧吕费克接壤的市镇（或旧市镇、城区）包括：伯内、勒布沙日、香槟穆通、楠特伊昂瓦莱。
旧吕费克的时区为UTC+01:00、UTC+02:00（夏令时）。

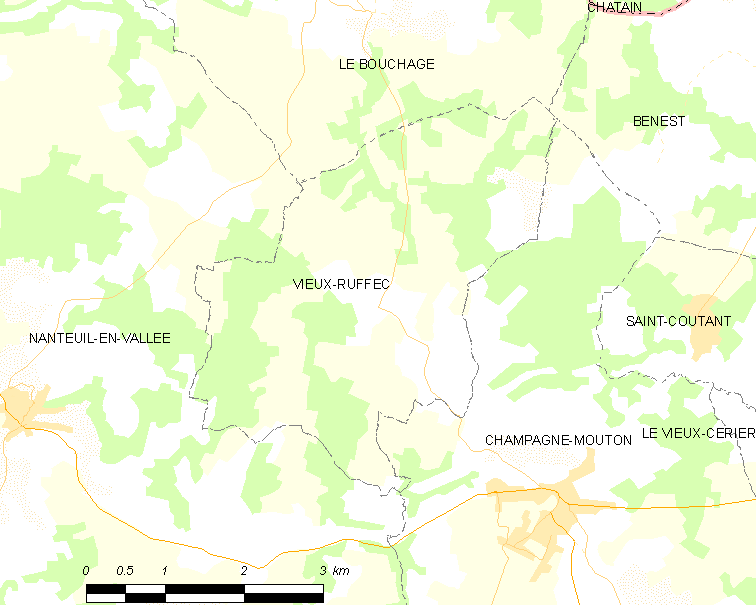
旧吕费克的OSM定位图

## 行政
旧吕费克的邮政编码为16350，INSEE市镇编码为16404。

## 政治
旧吕费克所属的省级选区为夏朗德-博尼约尔县。

## 人口

1962-2008年间旧吕费克人口变化图示

旧吕费克于2022年1月1日时的人口数量为108人。